# Cryptolarella
Cryptolarella är ett släkte av nässeldjur. Cryptolarella ingår i familjen Lafoeidae.
Kladogram enligt Catalogue of Life:
| Cryptolarella | \| \| Cryptolarella abyssicola \| \| \| \| \| \| Cryptolarella contorta \| \| \| \| |
|               | \| \| Cryptolarella abyssicola \| \| \| \| \| \| Cryptolarella contorta \| \| \| \| |
|               | Abietinella                                                                         |
|               |                                                                                     |
|               | Acryptolaria                                                                        |
|               |                                                                                     |
|               | Billardia                                                                           |
|               |                                                                                     |
|               | Cryptolaria                                                                         |
|               |                                                                                     |
|               | Filellum                                                                            |
|               |                                                                                     |
|               | Grammaria                                                                           |
|               |                                                                                     |
|               | Lafoea                                                                              |
|               |                                                                                     |
|               | Zygophylax                                                                          |
|               |                                                                                     |
|               | Cryptolarella abyssicola                                                            |
|               |                                                                                     |
|               | Cryptolarella contorta                                                              |
|               |                                                                                     |

|  | Cryptolarella abyssicola |
|  |                          |
|  | Cryptolarella contorta   |
|  |                          |